# Діагіта

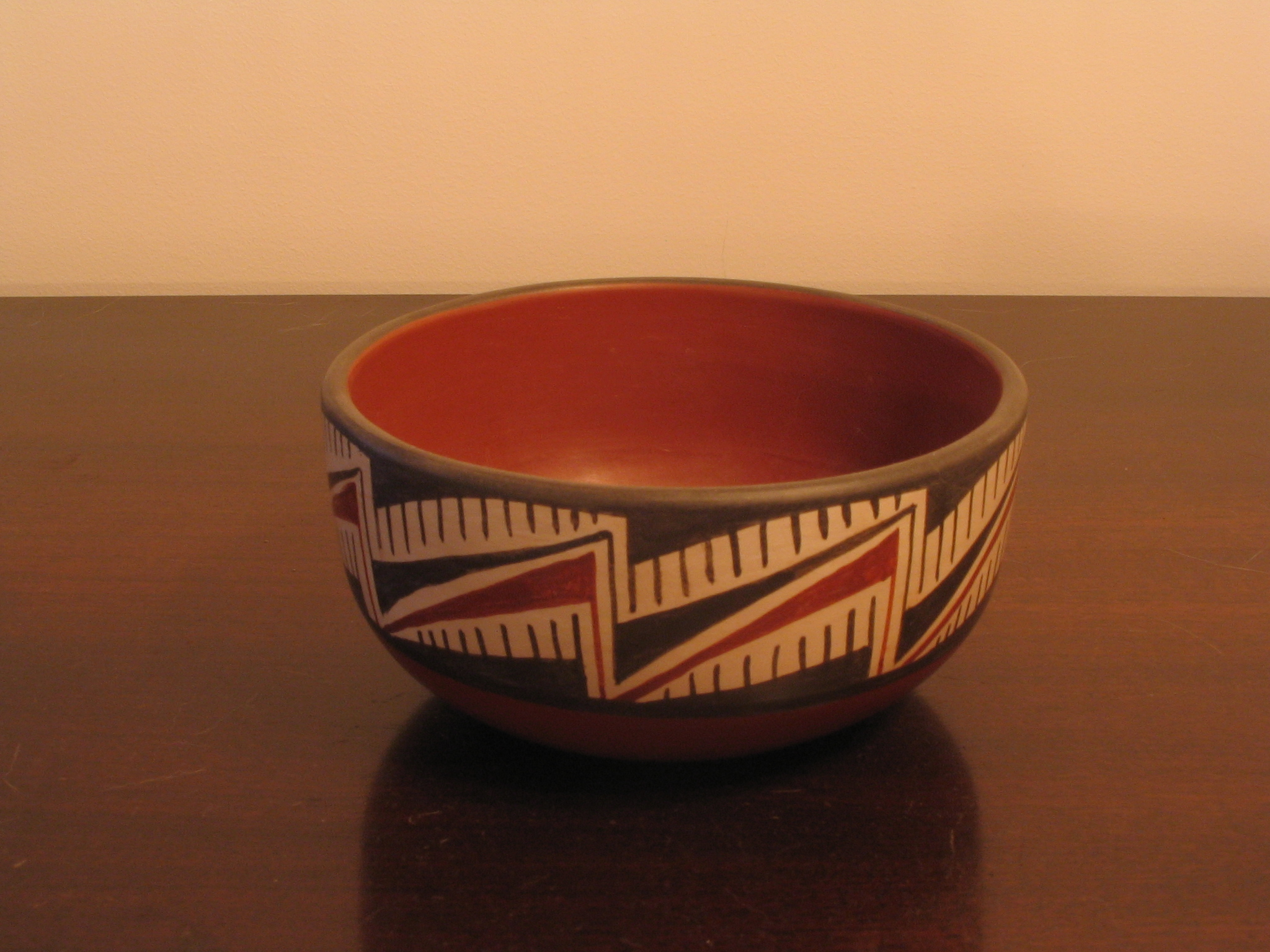
Копія чаші культури діагіта, північ Чилі.

Діагіта або пасіока - зниклий народ або група народів, що проживали на півдні Південної Америки. Культура діагіта процвітала в період VIII - XVI століття на території сучасних аргентинських провінцій Сальта, Катамарка, Ла-Ріоха і Тукуман, а також чилійських областей Атакама і Кокімбо.
Культура діаґітів розвилася між 8 і 16 століттями на території сучасних аргентинських провінцій Сальта, Ла-Ріоха, Катамарка і Тукуман та чилійських регіонів Атакама і Кокімбо.

## Історія
Племена діагіта іноді утворювали конфедерацію, іноді воювали один з одним. Їхня культура в той час відрізнялася від сусідніх андських культур відсутністю кастової системи, а також золота й інших предметів розкоші.
Коли інки почали експансію на південь у XV столітті, діагіта вчинили їм лютий опір. Згодом інки підкорили діагіта, проте інкська експансія зупинилася на території сучасної провінції Кордоба. Після прибуття іспанців діагіта чинили опір іспанській колонізації.

## Культура
Діагіта були однією з найбільш розвинених доколумбових культур на території Аргентини. Вони володіли розвиненими технологіями будівництва та землеробства, включно іригацію, і були також відомі своїм керамічним мистецтвом. В розпису кераміки використовувалися червоний, чорний і білий кольори. Діагіта не будували великих міст, займалися землеробством (вирощували кукурудзу, гарбузи і боби) і скотарством (розведення стадних тварин, таких, як лама).
Діагіта зазнали впливу андських культур, мали низку спільних рис з інкською цивілізацією. Вони обожнювали Сонце, грім і блискавку.

## Мова
Мова або мовна група какао, якою розмовляли племена діагіта і кальчакі, зникла в наприкінці 17 - на початку XVIII століття. Її генетичні зв'язки зишаються неясними. Припускається, що мову задокументував єзуїт Алонсо де Барсена, однак його рукопис втрачений.